# Amata elongata
Amata elongata là một loài bướm đêm thuộc phân họ Arctiinae, họ Erebidae.